# Ротенбург (Вюмме)

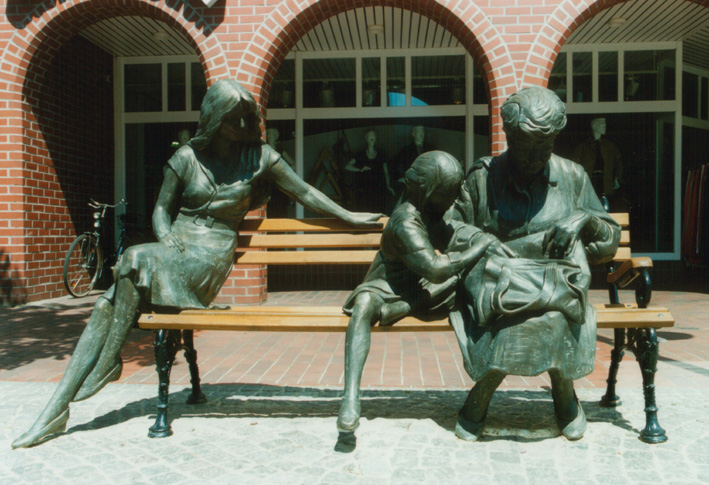
Бронзова група Три покоління у центрі Ротенбургу створена підприємцем Генріхом Гайнеке. Скульптор — Карстен Еггерс

Ротенбург (Вюмме) (нім. Rotenburg (Wümme)) — місто у Німеччині, районний центр, розташований у землі Нижня Саксонія.
Входить до складу району Ротенбург-на-Вюмме.
Населення — 21 821 особа (на 31 грудня 2010). Площа — 98,81 км².
Офіційний код — 03 3 57 039.

## Адміністративний поділ
Місто поділяється на 4 міських райони.